# Asia-Klasse
Die Asia-Klasse (russisch А́зия ‚Asien‘) war eine Klasse von achtundzwanzig 66-Kanonen-Linienschiffen der Baltischen Flotte der Kaiserlich Russischen Marine, die zwischen 1773 und 1816 in Dienst stand.

## Allgemeines
Die Asia-Klasse war eine vergrößerte Version der ab 1733 gebauten russischen Standardlinienschiffe mit 66 Kanonen der Slawa-Rossii-Klasse. Die Schiffe der Klasse zeichnen sich durch eine gewisse Individualität aus, da die jeweiligen Schiffbauer relativ frei in ihrer Arbeit waren. Bis auf die 1780 in Kronstadt (Ostsee) vom Stapel gelaufene Sviatoi Georgii Pobedonosets wurden alle Schiffe der Klasse zwischen 1772 und 1797 in Archangelsk (Weißes Meer) gebaut.
Ab den 1790er Jahren wurde der Typ des 66-Kanonen-Schiffes in der russischen Marine durch die 74-Kanonen- bzw. später 84-Kanonen-Schiffe als Standardschlachtschiff verdrängt.

## Technische Beschreibung
Die Klasse war als Batterieschiff mit zwei durchgehenden Geschützdecks konzipiert und hatte eine Länge von 48,77 Metern (Geschützdeck), eine Breite von 13,59 Metern und einen Tiefgang von 5,79 Metern. Sie war ein Rahsegler mit drei Masten (Fockmast, Großmast und Kreuzmast). Der Rumpf schloss im Heckbereich mit einem Heckspiegel, in den Galerien integriert waren, die in die seitlich angebrachten Seitengalerien mündeten.
Die Bewaffnung der Klasse bestand aus 66 Geschützen.
|                 | Unteres Batteriedeck                      | Oberes Batteriedeck                       | Backdeck       | Achterdeck     | Kanonen (Geschossgewicht) |
| --------------- | ----------------------------------------- | ----------------------------------------- | -------------- | -------------- | ------------------------- |
| Prototyp (Asia) | 24 × 24-Pfünder-Kanonen 2 × 1-Pud-Licorne | 24 × 12-Pfünder-Kanonen 2 × ½-Pud-Licorne | 14 × 6-Pfünder | 14 × 6-Pfünder | 66 Geschütze              |
| Klasse          | 24 × 24-Pfünder-Kanonen 2 × 1-Pud-Licorne | 22 × 12-Pfünder-Kanonen 2 × ½-Pud-Licorne | 16 × 6-Pfünder | 16 × 6-Pfünder | 66 Geschütze (258,08 kg)  |

## Ähnliche Schiffe
- Worcester-Klasse (64 Kanonen, britische Marine)
- Artésien-Klasse (64 Kanonen, französische Marine)
- San-Fulgenico-Klasse (68 Kanonen, spanische Marine)